# Les Périls de l'amour
Les Périls de l'amour (Jugar con fuego, littéralement Jouer avec le feu) est une série télévisée américaine en dix épisodes d'environ 43 minutes produite par Telemundo International Studios et Globo pour Telemundo, basée sur la mini-série brésilienne Amores Roubados de 2014 écrite par George Moura. Elle a été diffusée entre le 22 janvier et le 4 février 2019 sur Telemundo.
Le 23 janvier 2019, le journal péruvien El Comercio a confirmé que la série avait été acquise par Netflix. Dans les pays francophones, elle est disponible sur Netflix depuis le 31 mai 2019.

## Synopsis
Fabrizio est un homme séduisant et sensuel, qui fait irruption dans la vie de trois femmes, Camila et Martina, des femmes mariées qui sont de grandes amies et Andrea, la fille de Martina. Son arrivée du Mexique perturbera de manière terrible et permanente la vie des foyers de la zone de café colombienne prospère.

## Distribution
- Jason Day (es) (VF : Anatole de Bodinat) : Fabrizio
- Margarita Rosa de Francisco (es) (VF : Véronique Augereau) : Martina
- Carlos Ponce (VF : Bruno Dubernat) : Jorge Jaramillo
- Gaby Espino (VF : Léovanie Raud) : Camila
- Laura Perico (es) (VF : Kelly Marot) : Andrea Jaramillo
- Alejandro Aguilar (es) (VF : Jérémy Prévost) : Gildardo
- Tony Plana (VF : Philippe Catoire) : Peter
- Marcelo Serrado : Thiago
- Leticia Huijara (es) (VF : Ariane Deviègue) : Dolores
- Germán Quintero (es) : Don Andrés
- Luis Alberti (en) (VF : Jonathan Amram) : Poncho
- Ricardo Vesga : Eliseo
- Yuri Vargas (es) (VF : Julie Turin) : Maricarmen
- Álvaro Rodríguez (es) : Hilario
- Juan David Restrepo : commandant Sánchez

 Source et légende : version française (VF) sur RS Doublage

## Production
En raison du contenu érotique élevé, YouTube a bloqué une grande partie du contenu promotionnel de la série. Le premier épisode de la série a rassemblé 615 000 spectateurs parmi les adultes âgés de 18 à 49 ans.

## Autres versions
- Amores Roubados, telenovela brésilienne de 2014 diffusée sur Globo.